# Michael Adams (basket-ball)
Pour les articles homonymes, voir Michael Adams (homonymie) et Adams.
Michael Adams (né le 19 janvier 1963 à Hartford, Connecticut,États-Unis) est un ancien joueur et entraîneur américain de basket-ball.
Après avoir évolué avec les Boston College Eagles de Boston College, le meneur de jeu d'1,78 m est sélectionné par les Sacramento Kings au 3e tour (66e rang) de la draft 1985. Il inscrit seulement 2,2 points durant sa saison rookie. Lors de sa deuxième saison, il joue sous le maillot des Washington Bullets, mais sa meilleure saison a lieu en saison 1990-1991, avec des moyennes de 26,5 points et 10,5 passes décisives par match sous les couleurs des Nuggets de Denver . Il retourne alors les Bullets à l'intersaison, où il participe au All-Star Game 1992.
Réputé pour son tir en suspension, Adams prend sa retraite en 1996 alors qu'il joue pour les Charlotte Hornets, avec des totaux de 9 621 points et 4 209 passes décisives. Il devient par la suite brièvement entraîneur de l'équipe WNBA des Washington Mystics, avant de devenir entraîneur assistant à Maryland.

## Pour approfondir
- Liste des joueurs de NBA avec 9 interceptions et plus sur un match.